# Guggenheim-Museum Bilbao

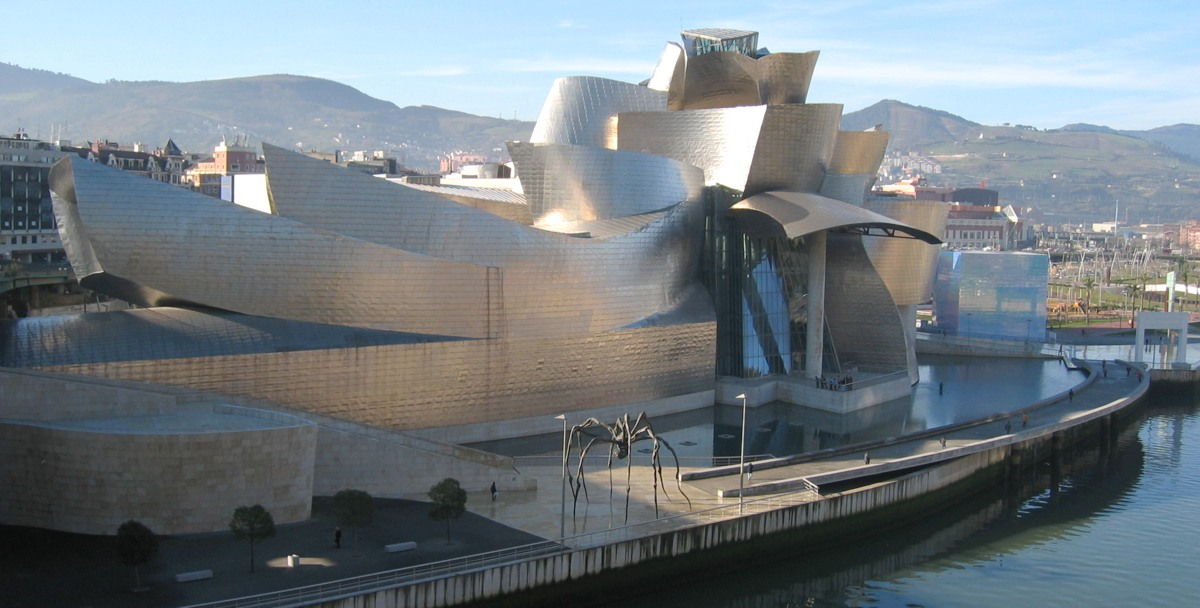
Das Guggenheim-Museum Bilbao mit der Ria des Nervión in der Innenstadt Bilbaos (von Nordosten)

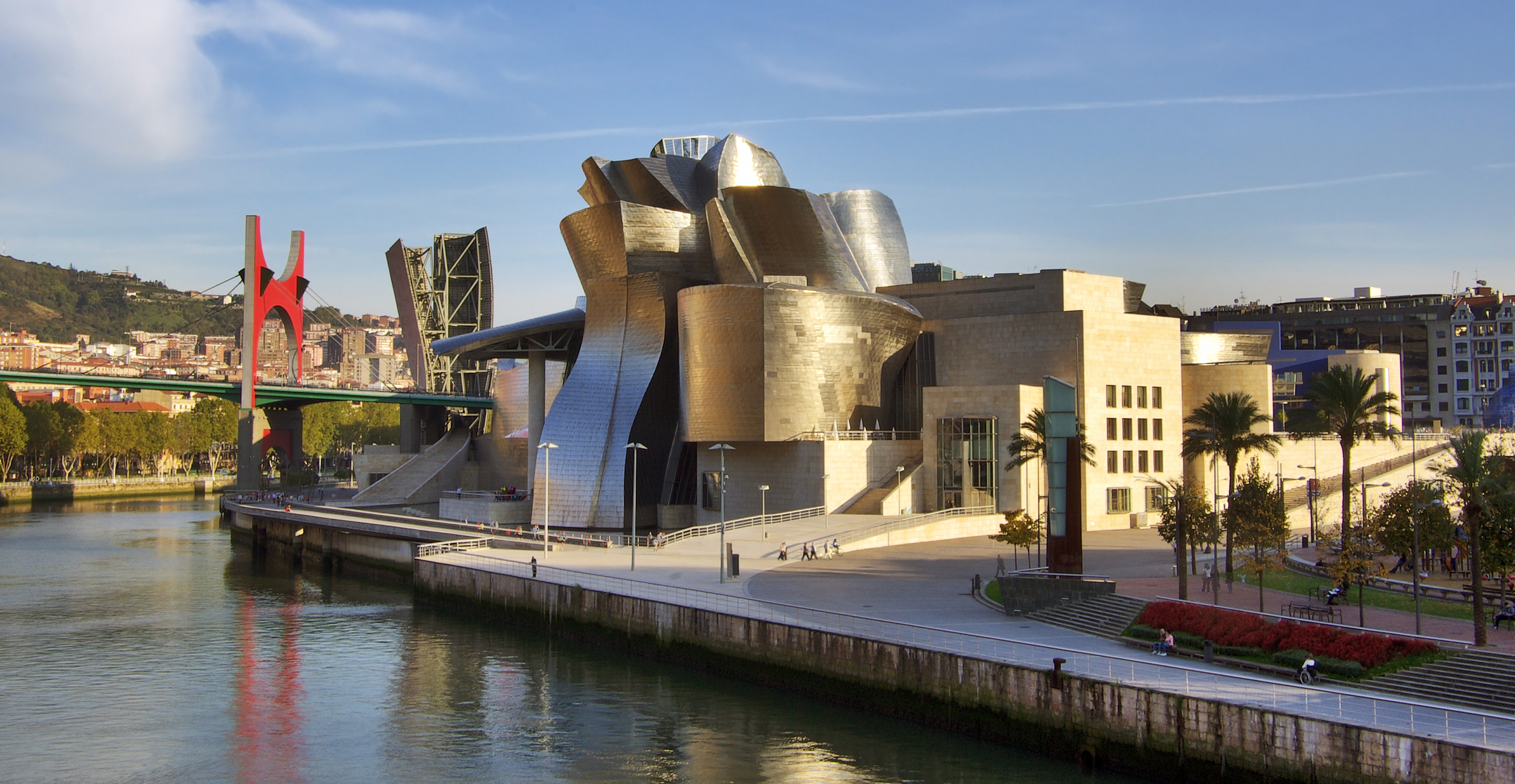
Guggenheim-Museum Bilbao von Nordwesten

Das Guggenheim-Museum Bilbao ist ein Kunstmuseum für moderne Kunst in Bilbao im spanischen Baskenland. Es hat eine Ausstellungsfläche von 11.000 m² und zeigt sowohl eine Dauerausstellung als auch Sonderausstellungen. Schwerpunkt ist die zeitgenössische Kunst des 20. Jahrhunderts, die auch Teil der Dauerausstellung ist. Objekte sind weniger Malereien und Skulpturen als Installationen, Videokunst und ähnliches. Das Museum ist eines von drei Museen der US-amerikanischen Stiftung Solomon R. Guggenheim Foundation.

## Bauwerk und Dauerausstellung
Das einem Oval ähnliche Gebäude befindet sich in der Innenstadt Bilbaos am Ufer des Flusses Nervión, welcher in die Ría de Bilbao mündet, unmittelbar neben und unter der Puente La Salve. Architekt ist der kanadisch-US-amerikanische Architekt und Designer Frank O. Gehry. Das Baukonzept wurde 1993 der Solomon R. Guggenheim Foundation vorgestellt. Die Grundsteinlegung erfolgte noch im selben Jahr. Das Gebäude wurde 1997 fertiggestellt und ist für seinen dekonstruktivistischen Baustil berühmt. Die Bauzeit betrug vier Jahre. Die feierliche Eröffnung erfolgte am 18. Oktober 1997 im Beisein von König Juan Carlos. 2001 erhielt es den „Outstanding Structure Award“ der IABSE.
Das Guggenheim-Museum ist eine der bedeutendsten Sehenswürdigkeiten der Stadt. Zum zehnjährigen Bestehen 2007 konnte der zehnmillionste Besucher begrüßt werden, die Zahl hat sich bei jährlich 1 Million eingependelt, davon 60 % aus dem Ausland. In den ersten 25 Jahren seit seiner Eröffnung wurde das Museum von 25 Millionen Besuchern aufgesucht. Viele kamen nicht primär wegen der Kunstwerke, sondern wegen der spektakulären Architektur.
Das Museum führte zu einer Wiederbelebung des Stadtquartiers entlang des Flusses Nervión, wo zahlreiche Cafés, Bars und kleine Geschäfte entstanden. Nach Ansicht von Beobachtern hatte das Museum in sehr kurzer Zeit das Gesicht der Stadt Bilbao fundamental verändert. Das Museum ist neben der zweifellos großen kulturellen Bereicherung für Bilbao und die ganze Region Nordspanien auch ein wirtschaftlicher Erfolg, der mehrere tausend Arbeitsplätze geschaffen hat. Von dem Museumsbauwerk und seinem Einfluss auf die Stadt abgeleitet ist der Begriff Bilbao-Effekt.

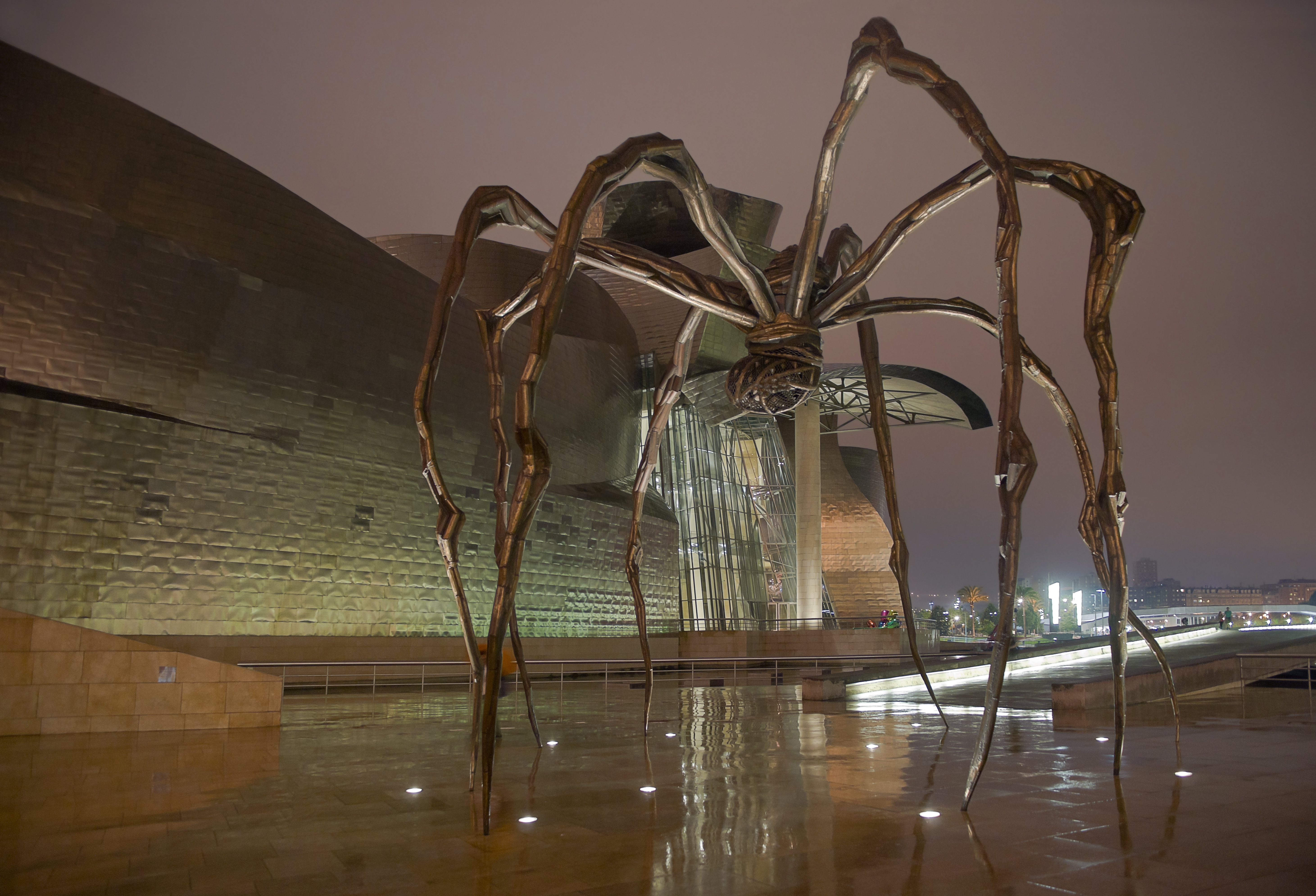
Maman (1999), Spinnenskulptur von Louise Bourgeois
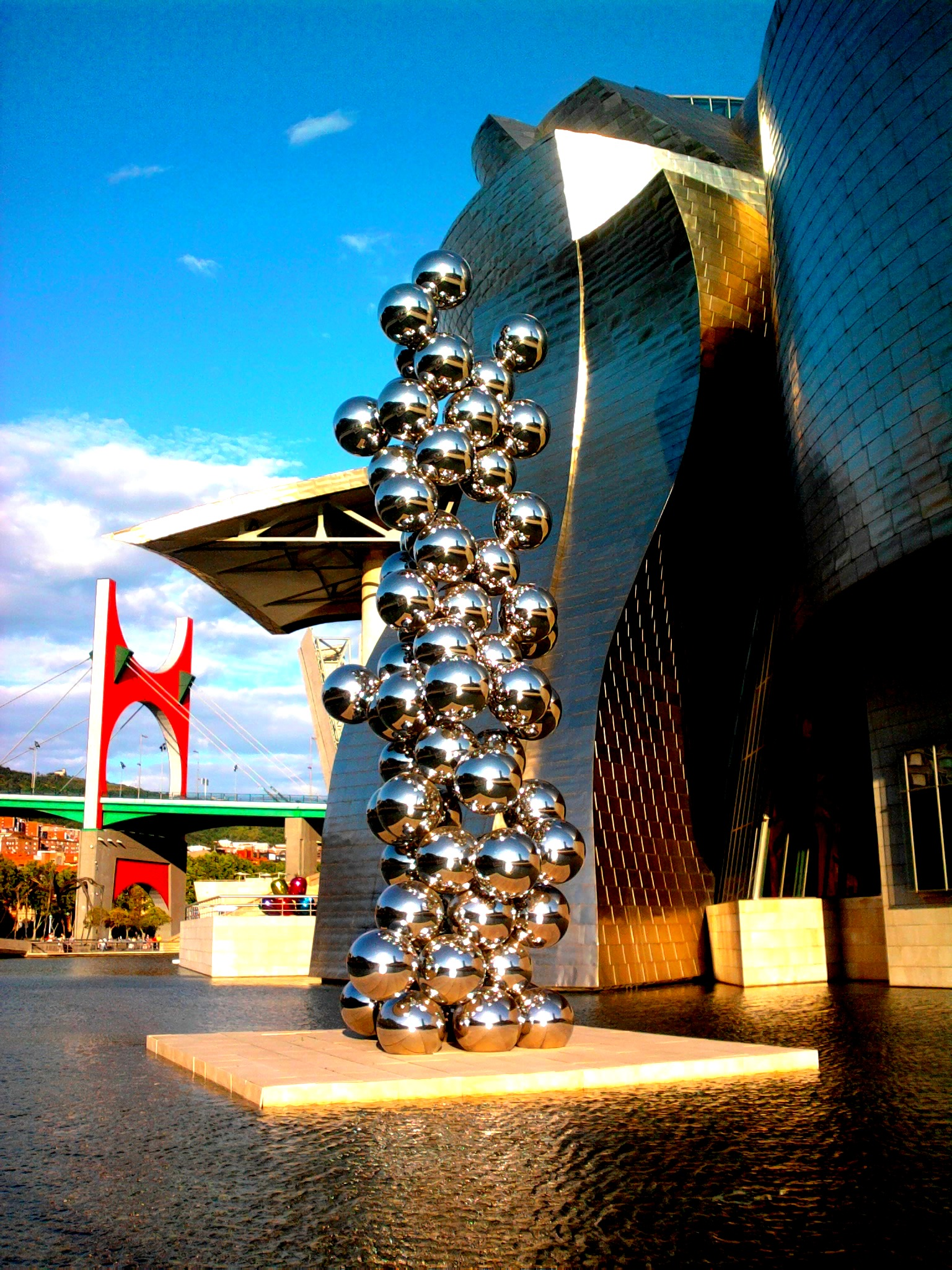
Tall Tree & The Eye (2009), Skulptur von Anish Kapoor
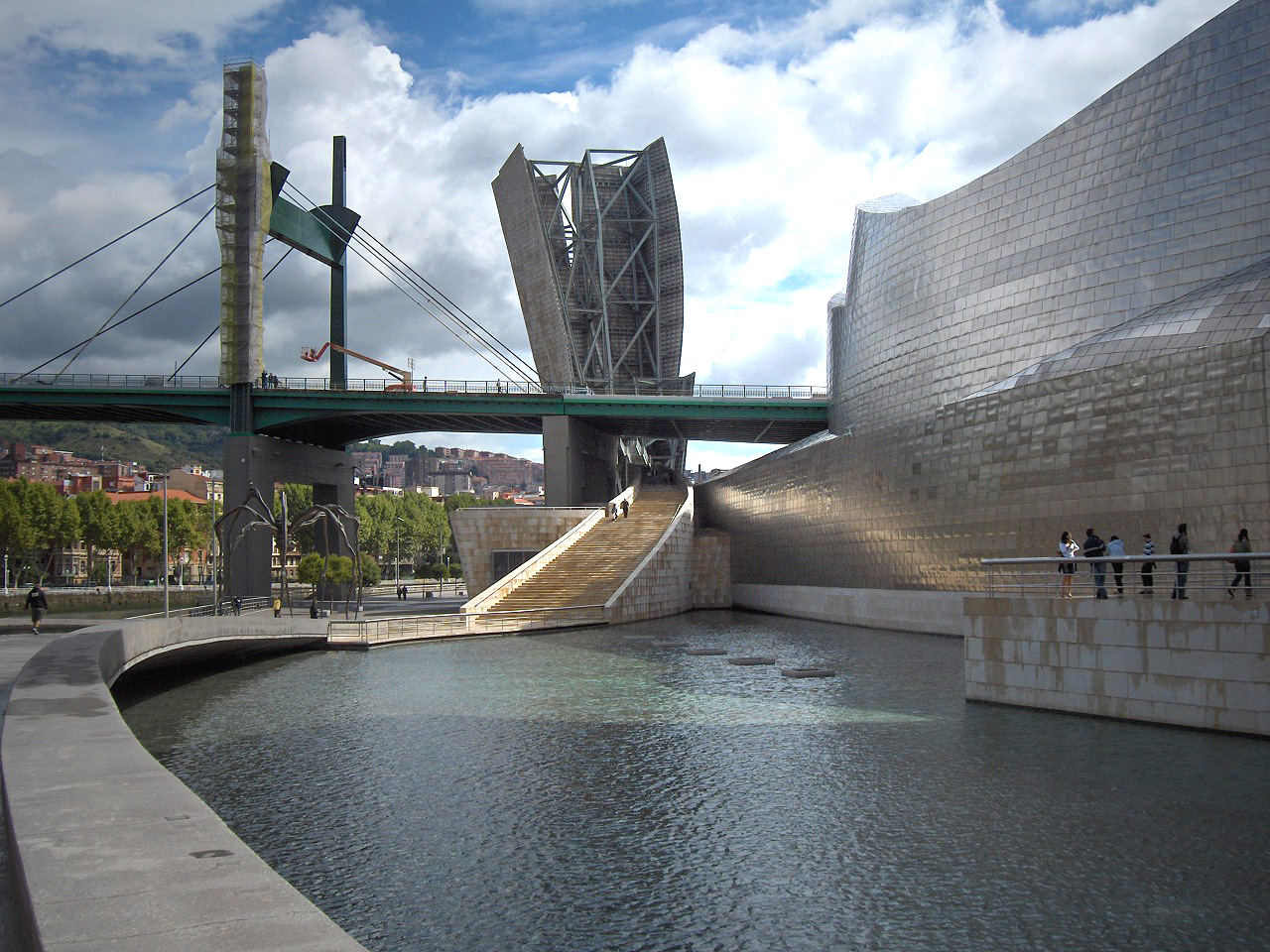
Das Guggenheim besteht aus Glas, Titan und Kalkstein
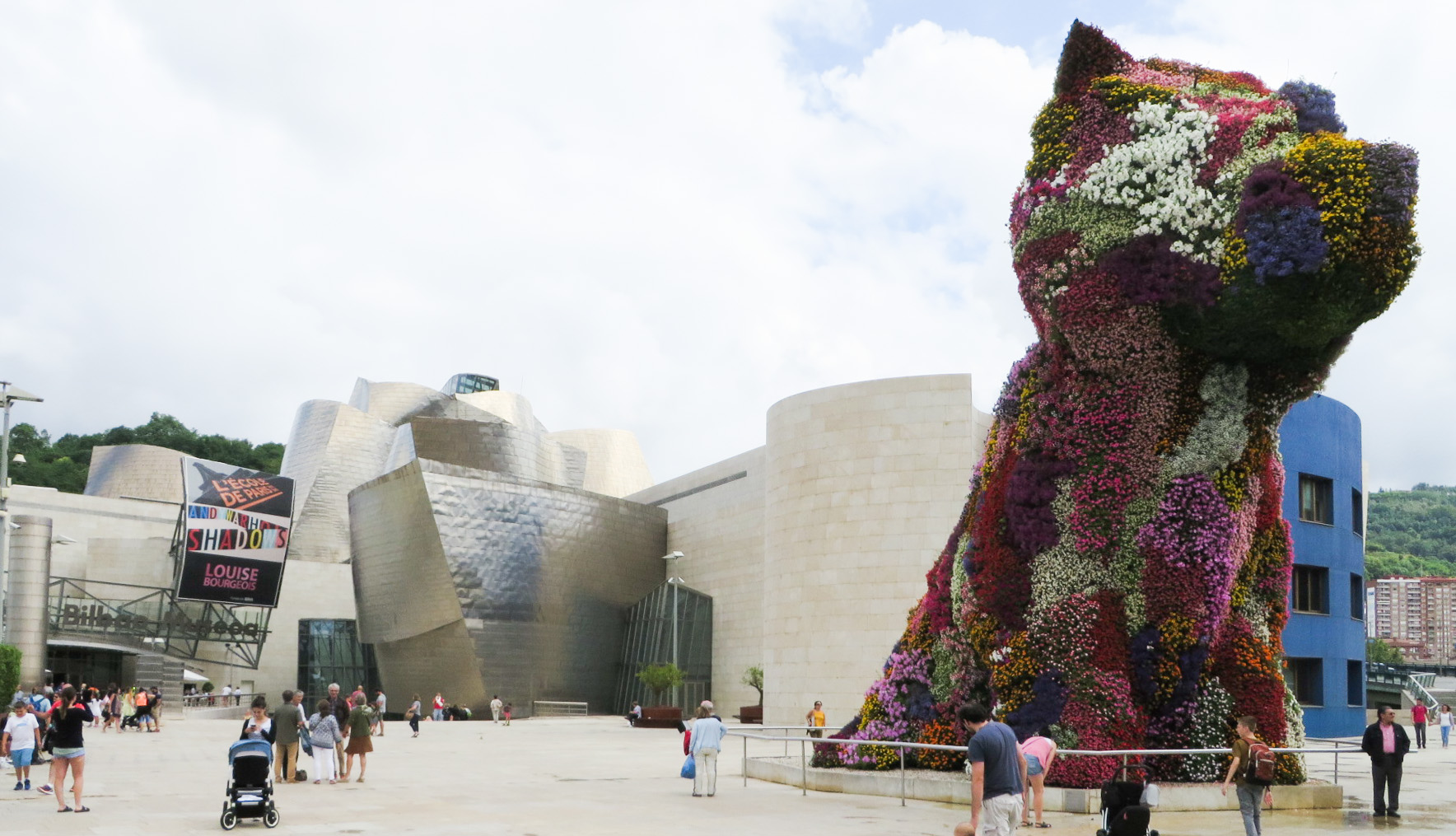
Bepflanzte Hundefigur vor Guggenheim-Museum
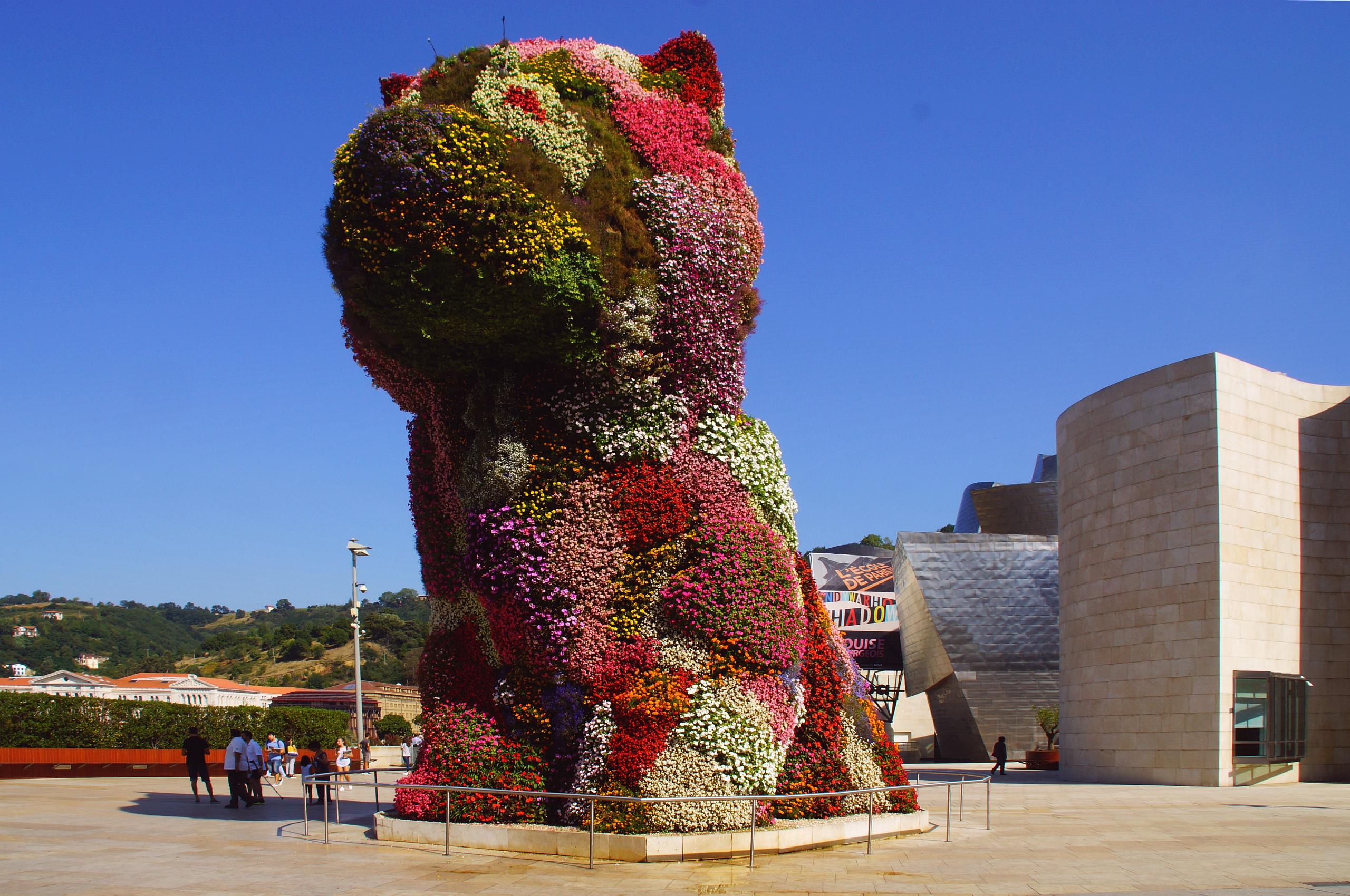
Puppy (1997), 12,4 m hohe Blumen-Skulptur von Jeff Koons
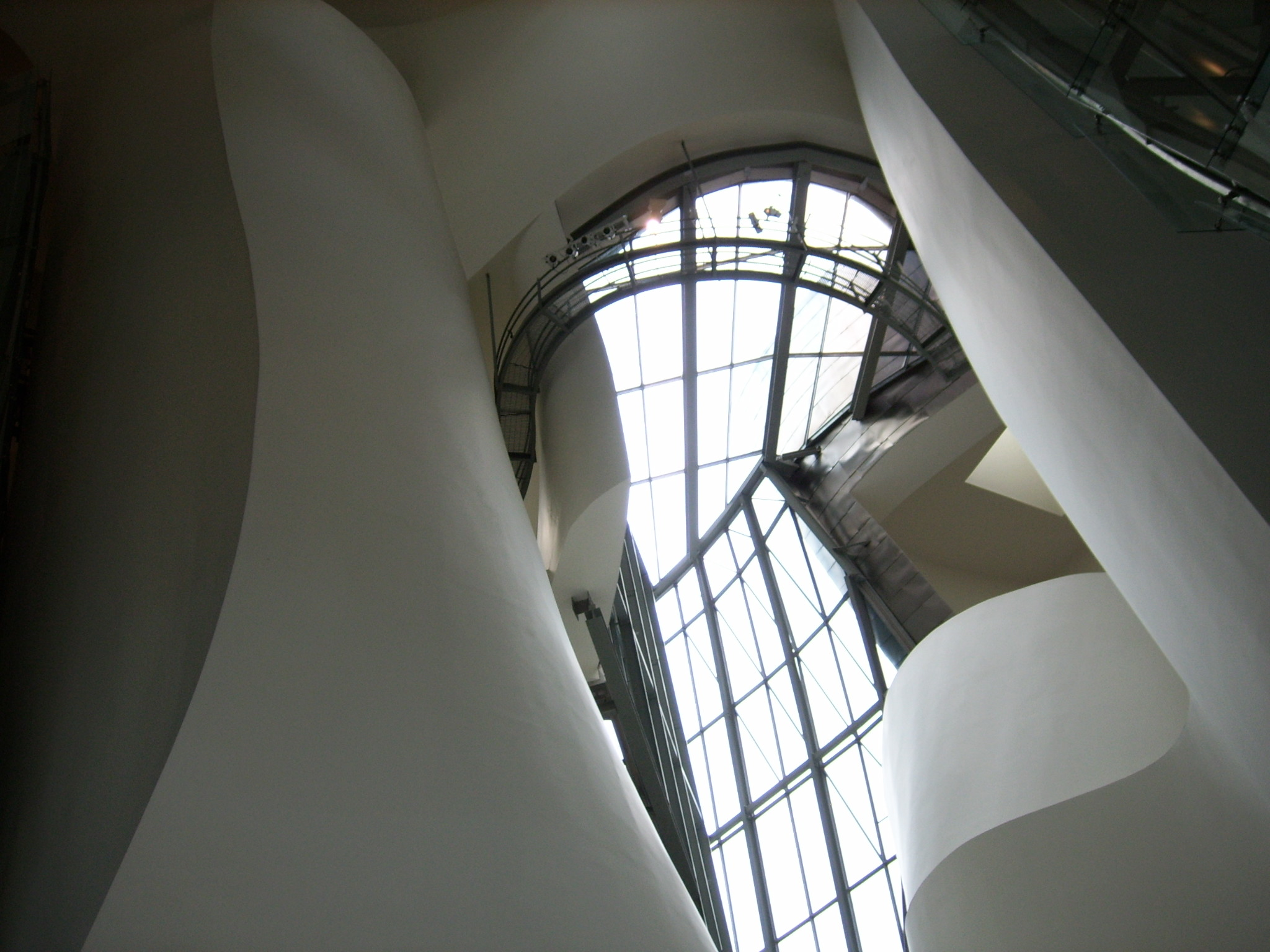
Innenansicht
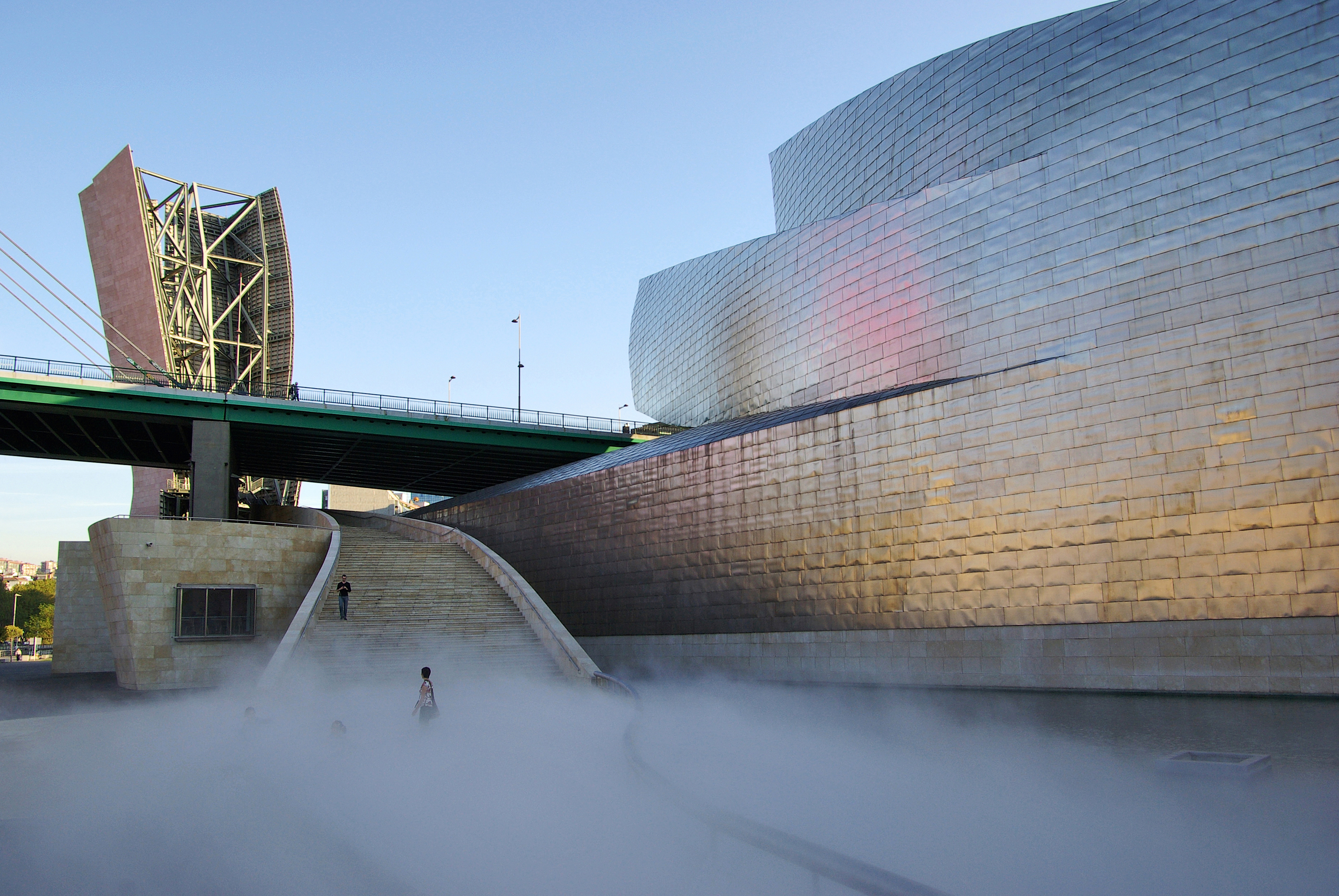
Fog Sculpture #08025 (F.O.G.) (1998), Nebelinstallation von Fujiko Nakaya
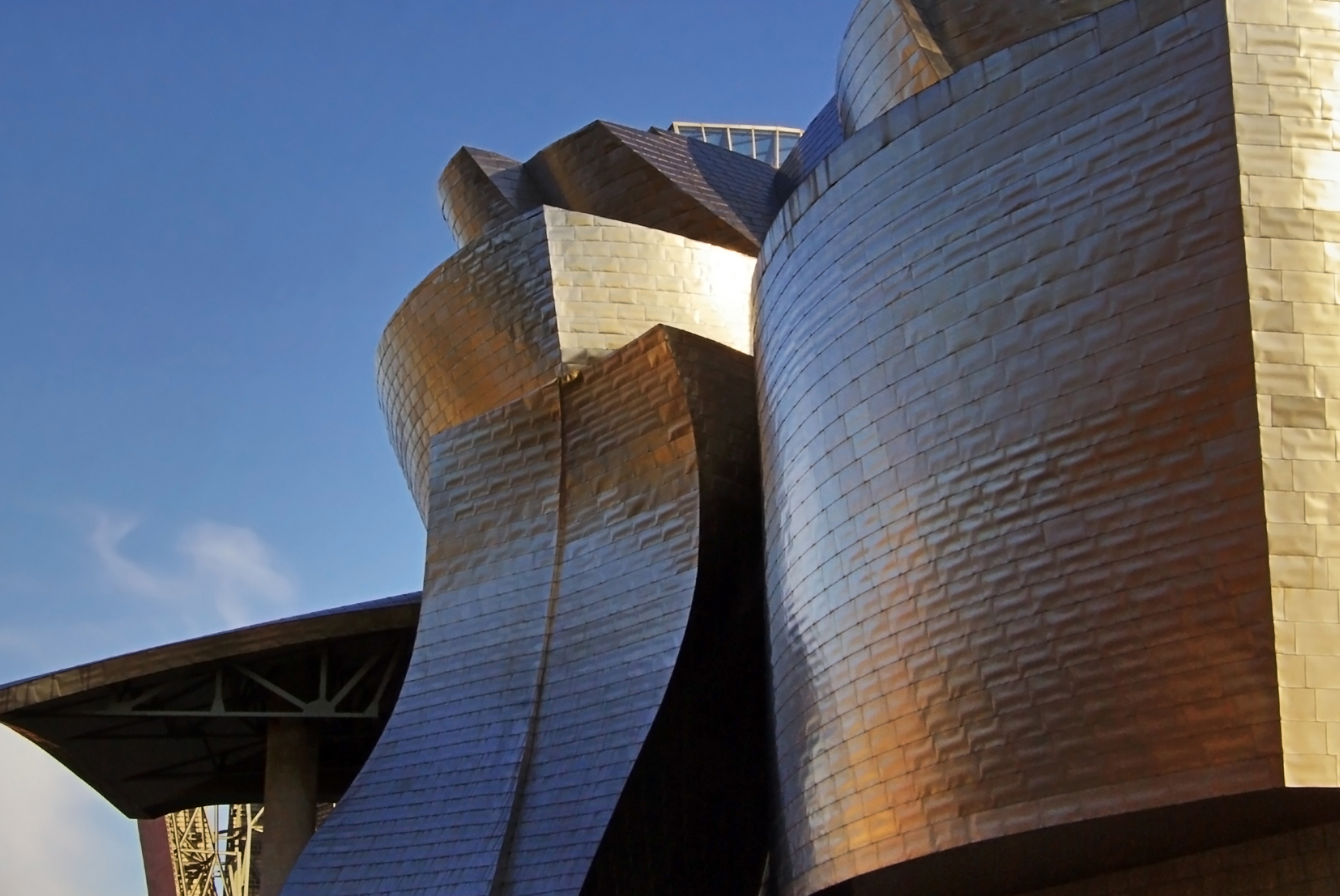
Detailansicht der Titanplatten der Museumswand
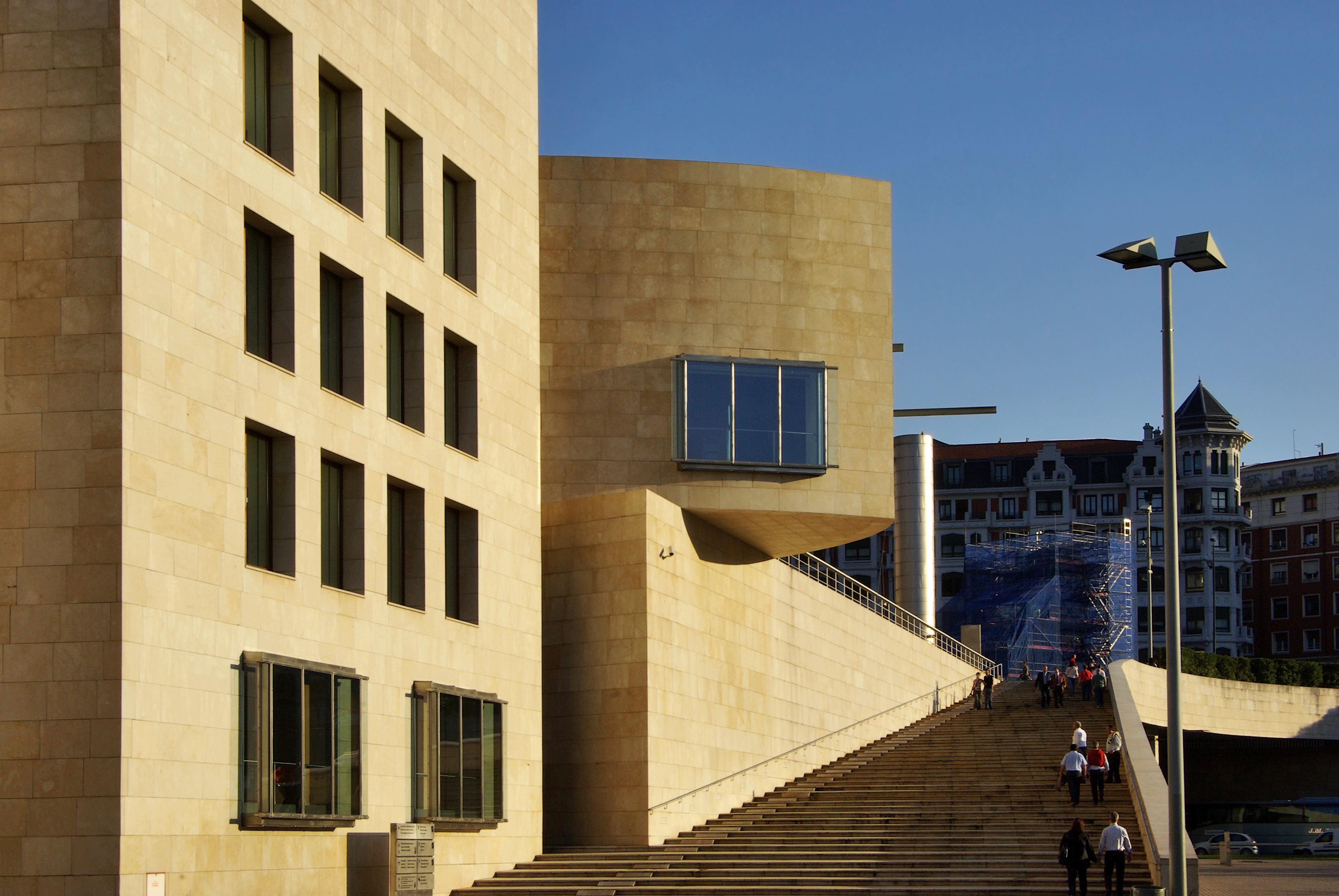
Geometrische Formen des Museums Guggenheim
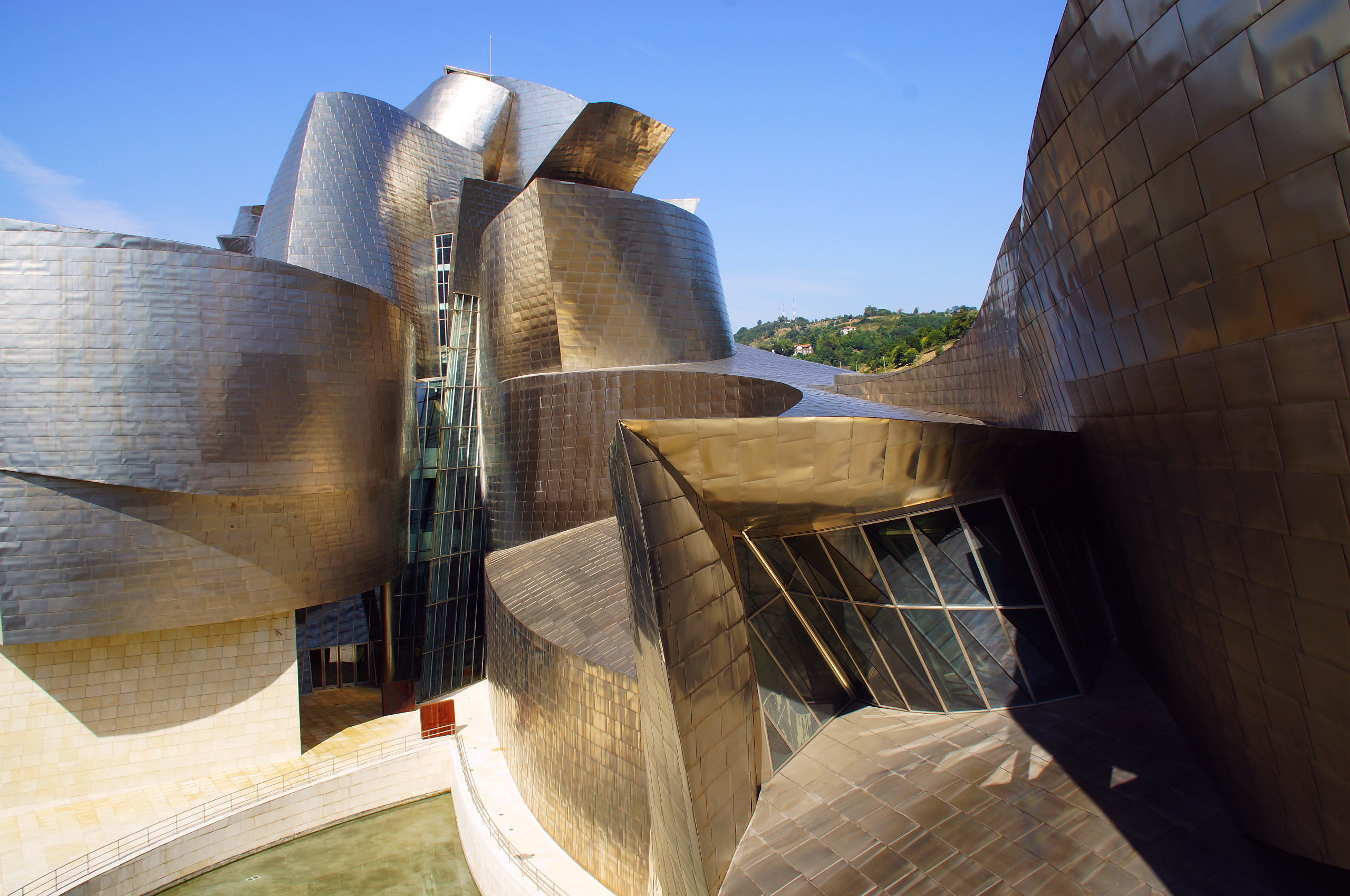
Fassaden-Gestaltung mit Titan-Elementen je ein Unikat, Architektur-Detail Ost-Ansicht
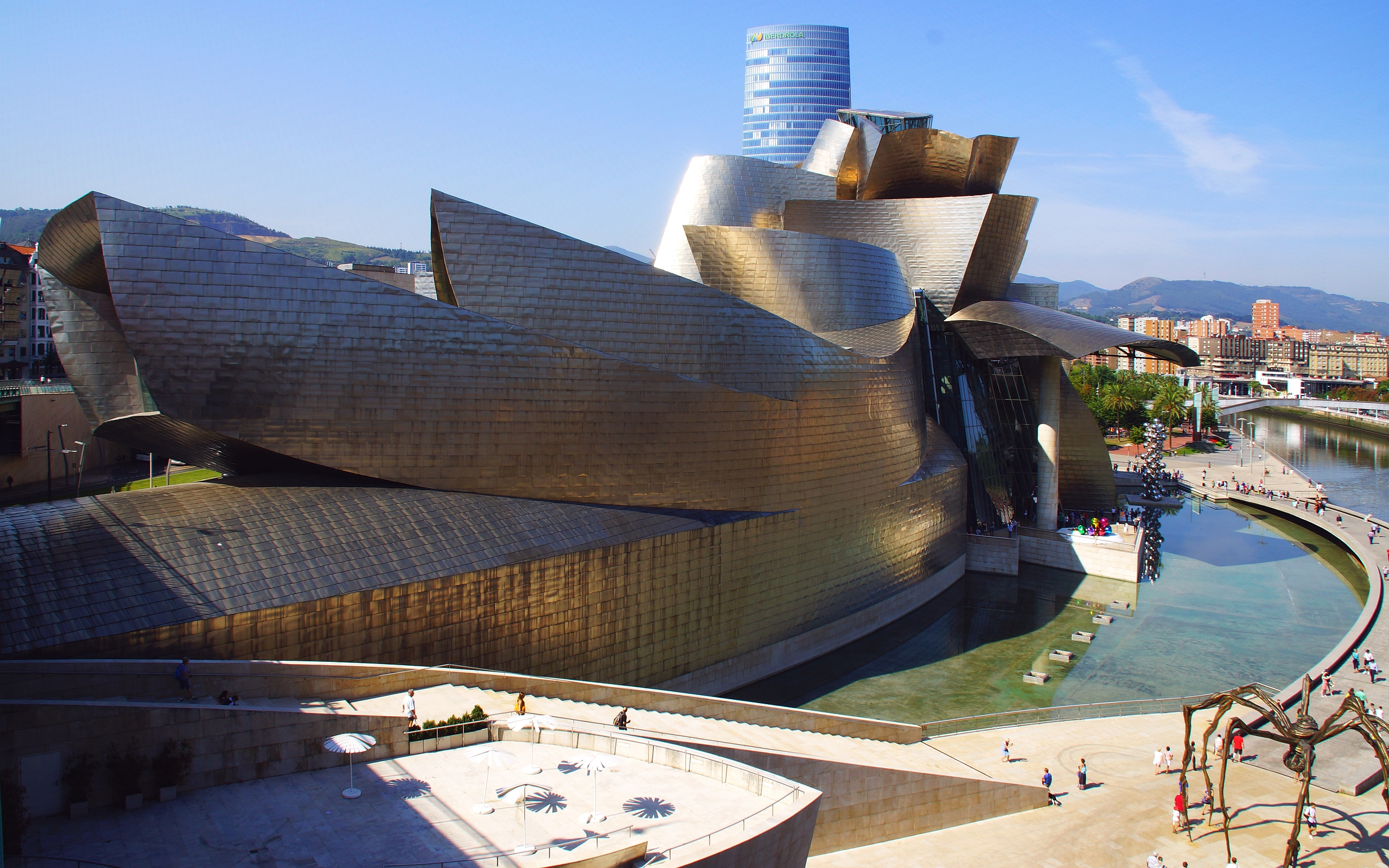
Guggenheim Museum Nordost-Seite mit Nord-Außenanlage
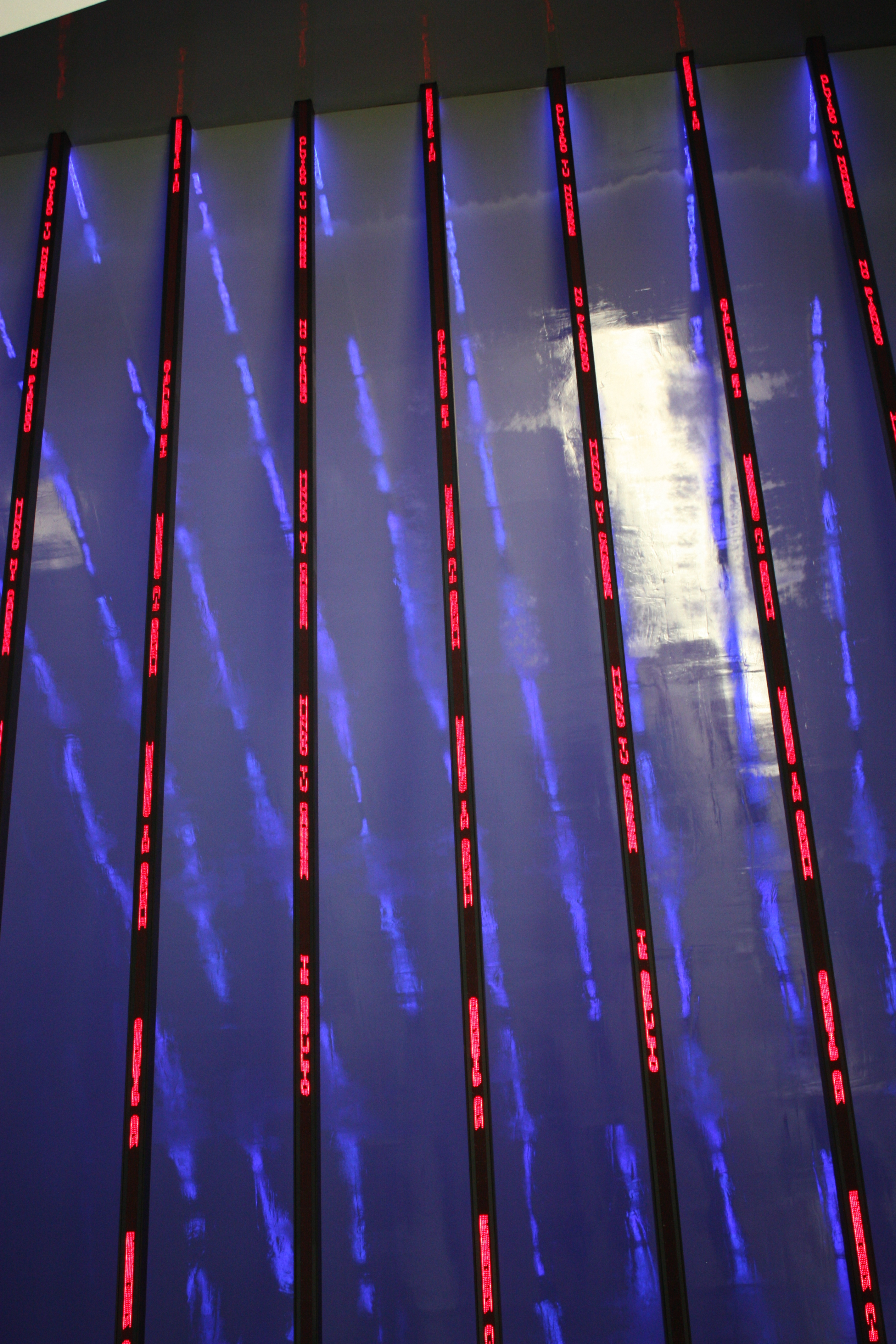
Installation for Bilbao (1997), Elektronische LED-Säulen von Jenny Holzer

## Sonderausstellungen (Auszug)
- Zum zehnten Jubiläum wurden im Sommer 2007 Druckgrafiken Albrecht Dürers aus dem Frankfurter Städel ausgestellt. Anschließend wurde diese Ausstellung auch im Städel selbst gezeigt.
- Am 7. März 2008 wurde im Museum das Werk Music of the Spheres des britischen Komponisten und Musikers Mike Oldfield unter Beteiligung von Hayley Westenra vor geladenen Gästen uraufgeführt. Eine Aufnahme des Konzerts wurde später auf iTunes und auf CD veröffentlicht.
- 2017: Amie Siegel, David Hockney, Anni Albers, Ken Jacobs, Georg Baselitz, Bill Viola, Pierre Huyghe
- 2018: Diana Thater, Alberto Giacometti, Javier Téllez, Joana Vasconcelos, Marc Chagall, Michael Snow, Henri Michaux
- 2019: Thomas Struth, Gerhard Richter, Lucio Fontana, Allora & Calzadilla
- 2020: Wassily Kandinsky, Lee Krasner, William Kentridge, Lygia Clark, Richard Artschwager, Ólafur Elíasson
- 2021: Alice Neel
- 2022: Jean Dubuffet sowie eine mehrmonatige Sonderausstellung mit rund 40 Oldtimern[4]
- 2023: Joan Miró, Oskar Kokoschka, Lynette Yiadom-Boakye, Yayoi Kusama[5]